# Groucho Business et Chico d'Agneau
Groucho Business et Chico d'Agneau sont les pseudonymes d'un duo d'animateurs de radio et télévision français formé par Alexandre Marcellin (né à Bully-les-Mines le 14 août 1950) et Sam Choueka (né le 24 septembre 1947 au Caire en Égypte et mort le 11 septembre 2022), présents dans différentes émissions durant les années 1980, et vaguement inspirés par les Marx Brothers (par leurs moustaches, notamment...).

## Histoire
Le duo se fait connaitre sur la station de radio 95.2 (fréquence depuis partagée par Radio Néo et, toujours vers Montparnasse, le 15e arrondissement de Paris et le quartier de Grenelle, rue Violet, Radio Ici et Maintenant), dans l'émission Montparnasse Graffitti, qui passait en revue les années 1950 et 1960.
Il anime ensuite entre autres la séquence Rock'n'roll Graffitti (séquence nostalgie) dans Les Enfants du rock, sur Antenne 2.
Ils animent également, sur Antenne 2, le Top 50 en 1985, puis les émissions pour adolescents Graffiti 5-15, entre 1988 et 1990, ainsi que la musicale Louf.
Alexandre Marcellin participe pendant dix ans à l'émission C'est au programme aux côtés de Sophie Davant et Damien Thévenot.
Sam Choueka meurt le 11 septembre 2022.